# Останній акт Декстера
«Останній акт Декстера» (англ. Dexter's Final Cut) — сьомий роман, написаний Джеффом Ліндсеєм, і сьома і передостання книга серії про Декстера Моргана, серійного вбивцю, який головним чином націлюється на інших серійних убивць. Книга вийшла 17 вересня 2013 р. Відповідаючи на відсутність алітерації в назві порівняно з попередніми романами в серії, Ліндсі сказав: «Це тому, що цей роман дуже відрізняється від попереднього, настільки шокуюче…».

## Сюжет
Коли мережа кабельного телебачення приїжджає в Маямі для зйомок нового кримінального шоу, Декстер Морган і його сестра Дебора отримують призначення технічних радників. За ними слідують зірки, щоб вивчити свої ролі: за Деборою слідує виконавиця головної ролі Джекі Форрест, а Декстер залишається із закордонною зіркою Робертом Чейзом. Відчуваючи в Роберті щось дивне, Декстер тримає дистанцію. Невдовзі в Маямі починають з'являтися тіла мертвих жінок, і всі вони мають разючу схожість з Джекі. Декстеру доручають охороняти Джекі в її готельному номері. «Темний Пасажир» зрештою змушує Декстера переслідувати головного підозрюваного, одержимого шанувальника Джекі.
Розробляючи останнє вбивство, Декстер помічає чоловіка, який відповідає опису переслідувача Джекі, який спостерігає за сценою з каяка. Крадучись до свого човна, Декстер прослизає поруч з ним і вбиває. Спочатку Декстер вважає, що Джекі в безпеці, але в кімнаті під нею вбивають її асистентку Кеті. Попри те, що все виглядає так, як і в попередніх вбивствах, Декстер помічає кілька помилок. Тієї ночі між Декстером і Джекі починається короткий, але інтенсивний роман. Декстер думає, що, можливо, нарешті закохався в Джекі, і подумує покинути дружину Риту та їхніх дітей, відштовхнувши від себе Дебору, коли скаже їй про це.
Декстера запрошують на знімальний майданчик для другорядної ролі. Там він отримує панічний дзвінок від Рити і дізнається, що Астор зникла. За мить Декстер знаходить у трейлері мертве тіло Джекі. Допитавши режисера шоу, Декстер дізнається, що Роберт — педофіл. Він розуміє, що Кеті замовкла після того, як застала Роберта в компрометуючому положенні з Астор; він убив Джекі, коли вона дізналася, що він зробив. Спираючись на інтуїцію, Декстер їде до свого нового будинку. Роберт застає його, коли той прокрадається туди, і збиває його з ніг.
Прокинувшись через деякий час, Декстер застає Астор і Роберта разом. Роберт заманив Астор обіцянками зоряної слави, і вона, здається, готова допомогти йому вбити Декстера. Швидко подумавши, Декстер каже Астор, що Роберта спіймають і посадять до в'язниці, а тому він їй більше не потрібен. Коли Роберт намагається взяти Астор у заручниці, вона вбиває його ножем. Декстер розуміє, що непрямі докази вказують на нього як на вбивцю Джекі і Роберта, і що єдина людина, яка може його виправдати, — це Рита. Однак він дізнається, що Рита мертва, Роберт її вбив. Декстер розуміє, що його удача остаточно відвернулася від нього, і чекає на приїзд поліції.

## В інших медіа
Сюжет про те, як Риту вбивають і Декстер повертається додому, щоб знайти її, раніше був адаптований до телевізійного серіалу «Декстер» у фіналі четвертого сезону, хоча натомість зображений як жертва Вбивці Трійці, а концепція Декстера, який усвідомлює, що його час закінчився, також була адаптована в «Декстер: Нова кров».